# Zosis geniculata quadripunctata
Zosis geniculata là một loài spinnenondersoort in de taxonomische indeling van de Uloboridae.
Loài này thuộc chi Zosis. Zosis geniculata quadripunctata được Pelegrin Franganillo-Balboa miêu tả năm 1926.